# Saluhallen, Göteborg
Stora Saluhallen är en saluhall belägen vid Kungstorgets norra del i centrala Göteborg. Den är byggnadsminne sedan 22 april 1985. Sedan 1991 ägs och förvaltas byggnaden av Higab.

## Historia

Bygget av Saluhallen.

Kungstorget, med basarlängorna och Saluhallen, cirka 1923.

Kungstorget har varit stadens marknadsplats för kött, smör, ost och mjöl sedan 1848.[källa behövs] Innan dess var det Stora Torget, som numera heter Gustav Adolfs torg, som var utsedd som marknadsplats. Redan 1850 uppfördes en halvcirkelformad basarlänga runt kanalsidan av Kungstorget. Denna kompletterades med Stora Saluhallen på Kungstorgets norra sida i början av 1889.
Initiativtagare till saluhallen var redaktören S. A. Hedlund. Beslut om att bygga hallen togs i Göteborgs stadsfullmäktige den 16 juni 1887, och den uppfördes 1888-1889 av företaget A Krüger efter ritningar av arkitekten Hans Hedlund. Göteborgs Mek. Verkstadsaktiebolag stod för konstruktion och uppförande. Kostnaden uppgick ursprungligen till 250 000 kronor, ett belopp som ökades med 60 000 kronor i december samma år. Den Renströmska fonden bidrog 1871 med 75 000 kronor till uppförandet. Hallen fick en golvyta på 1300 m², och från början fanns där 89 salustånd och 12 öppna saluplatser samt 70 källarutrymmen, varav 20 kom till 1898 genom en tillbyggnad under torget. Redan 8 maj 1890 godkände stadsfullmäktige en utvidgning av hallen med 44 salustånd längs med yttersidorna, till en kostnad av 14 000 kronor.

Hallen påbörjades i februari 1888, och skulle enligt kontraktet vara klar den 1 oktober samma år. Men ett antal omständigheter ledde till förseningar, vilket påpekas av byggnadskommittén i sin slutrapport den 15 januari 1889. 
| ” | ...dels den under sistförflutne Februari och Mars månader rådande särdeles stränga vintern, som i hög grad försvårade och under en kortare tid nästan omöjliggjorde grundläggningsarbetena, såväl schaktning som pålning; dels den under högsommaren rådande ovanligt ihållande regniga väderleken, som i sin mån inverkade hindersamt; dels också, och kanske icke minst, i fråga om Göteborgs mekaniska verkstads arbeten, den omständigheten att saluhallen är, så vidt komiterade hafva sig bekant, den första större byggnad, som här i landet blifvit uppförd af uteslutande sten, jern och glas, ett byggnadssätt, hvari man således här saknat praktisk erfarenhet. | „ |

En uthyrningsauktion hölls på fredagen den 25 januari 1889, då samtliga bodar utom sex, uthyrdes till ett totalt belopp på 46 305 kronor per år. Stora Saluhallen slutbesiktigades den 15 januari 1889, och försäljningen av livsmedel startade den 1 februari.[källa behövs] Den 11 februari 1891 inköptes en "råtthund" för att hålla efter ohyran i lokalerna[källa behövs] och 1893 installerades en telefonapparat för allmänheten.[källa behövs]
Den halvcirkelformade basarlängan revs i november 1966.

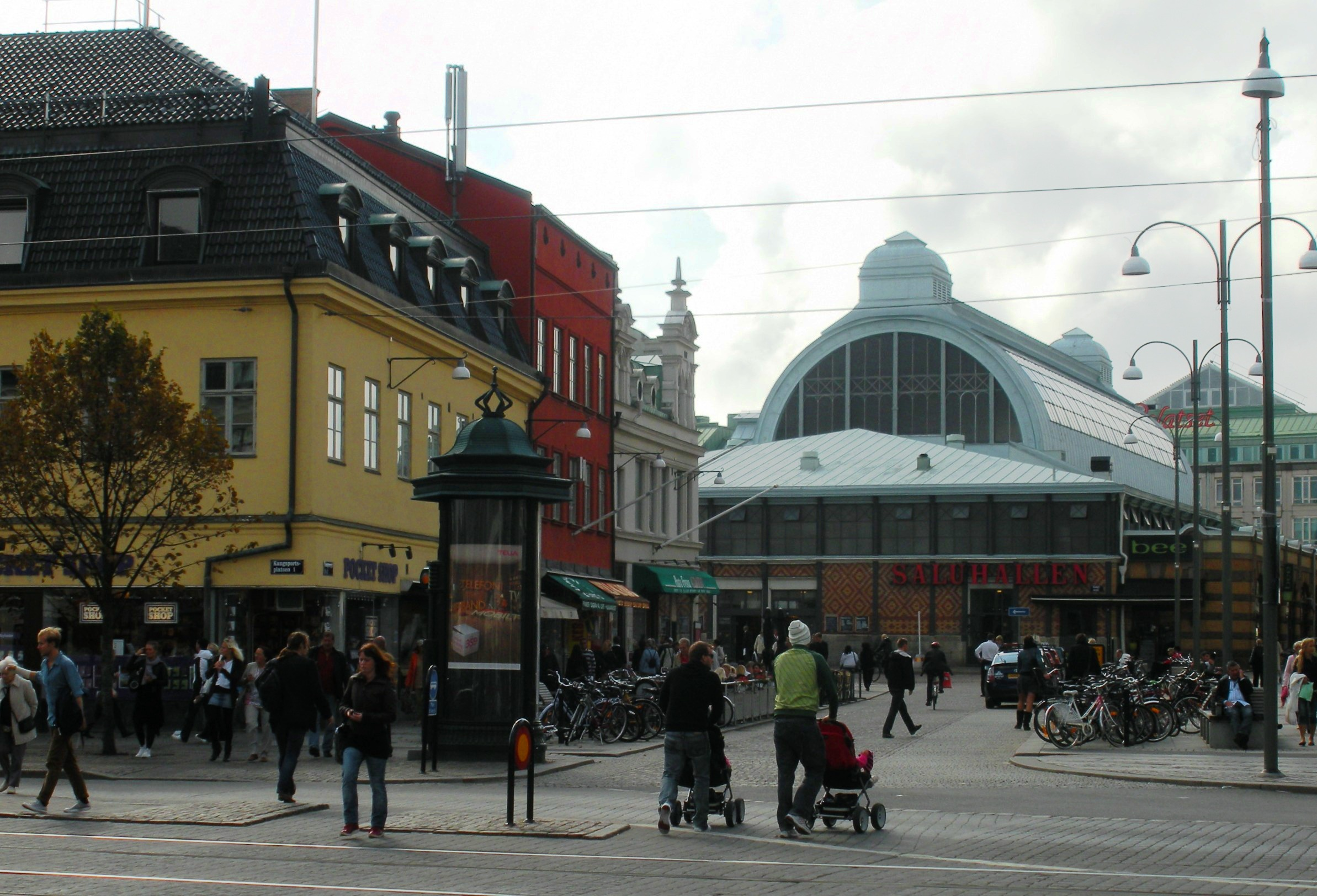
Saluhallen från Östra Hamngatan, 2006.
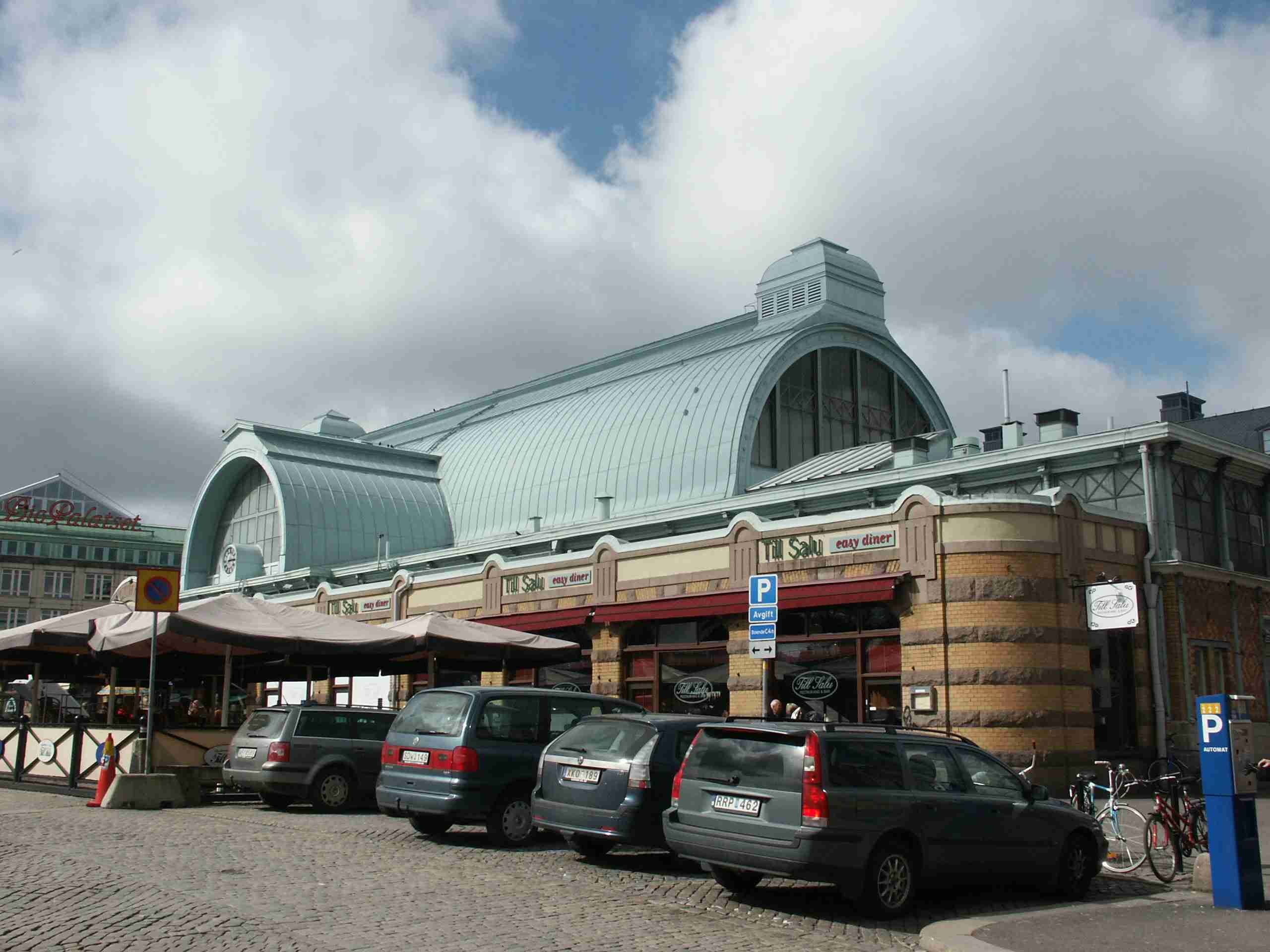
Sydsidan mot Kungstorget, 2006.
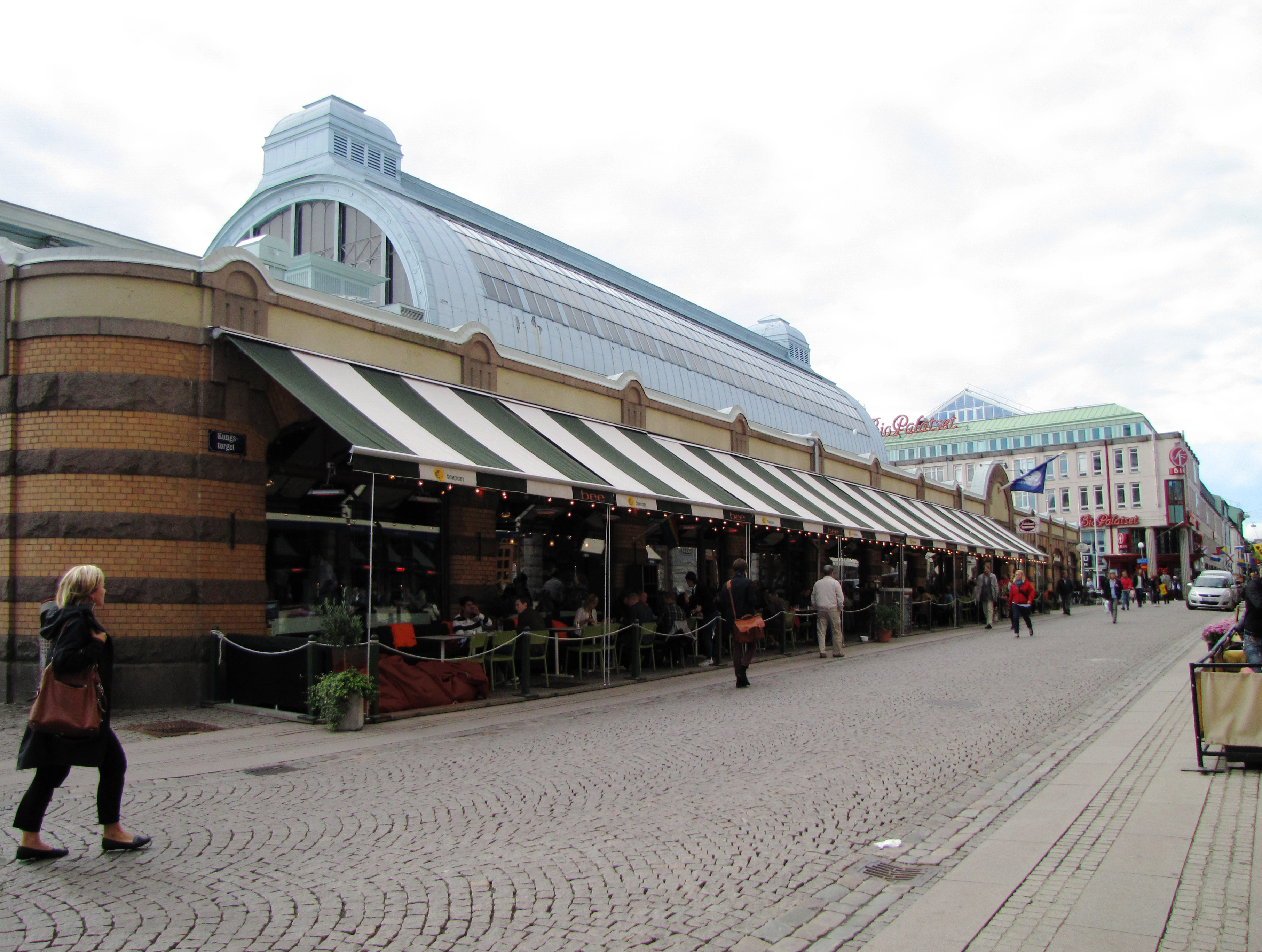
Nordsidan med uteserveringar

## Renovering 2009-2012

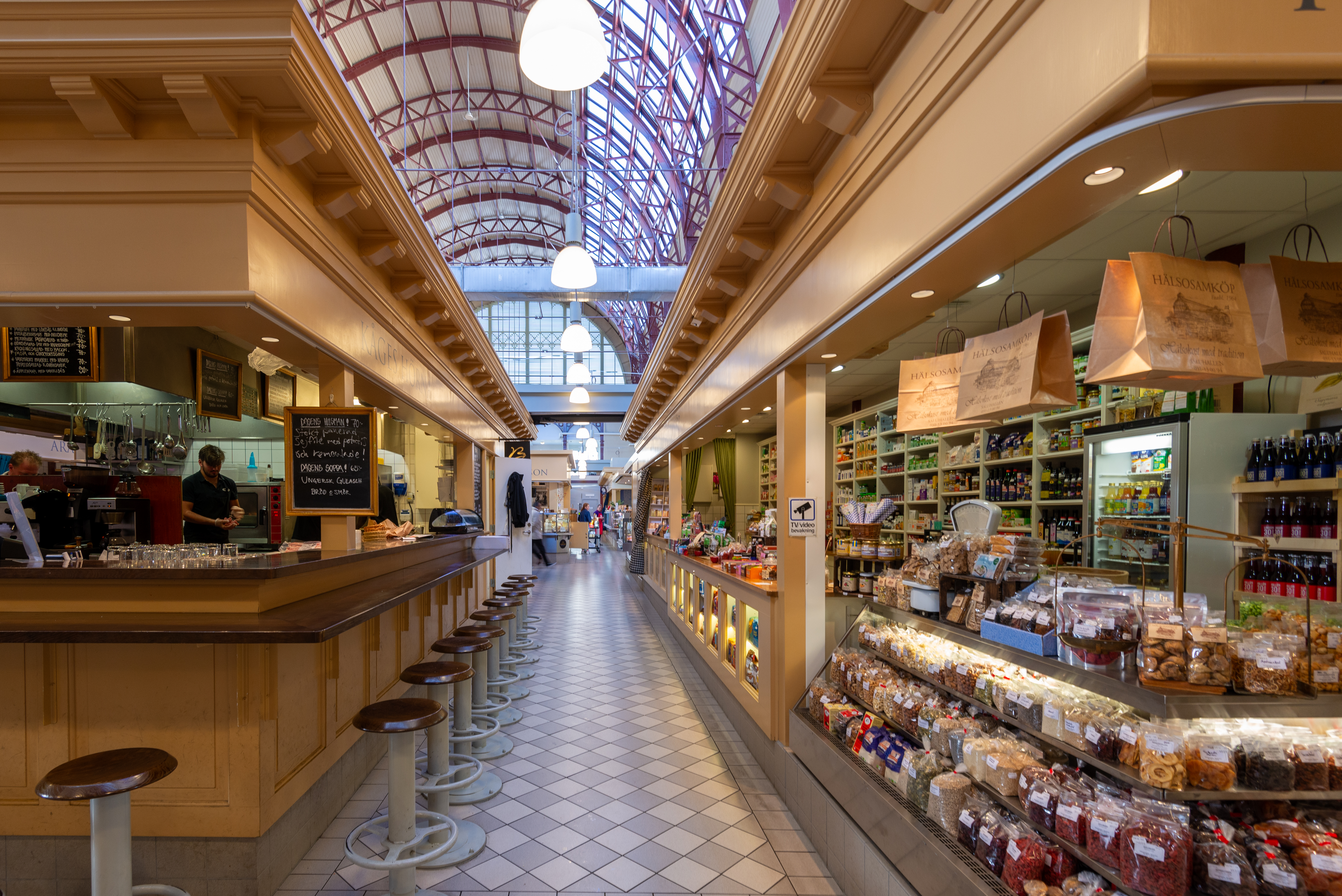
Den renoverade interiören i september 2015.

I december 2009 påbörjades den första etappen av saluhallens renovering som skulle vara klart tills den 1 december 2010 men blev försenat under arbetets gång då bjälklagskonstruktionen visade sig vara i betydligt sämre skick än väntat och rivningsarbetena därmed ökade kraftigt i omfattning. Man beräknade istället vara klart 1 april 2011 vilket också skedde.  Under tiden fick sex handlare flytta ut till Saluhallspaviljongen tillfälligt.  Etapp nummer två beräknades starta efter sommaren 2011.
Andra etappen blev påbörjad i februari 2012. och blev klar innan december 2012.  Renoveringen har även gett en del kulturhistoriskt intressant föremål då man i de olika rivningsarbetena har fått fram gamla skyltar och text från en svunnen tid.  3000 m² renoverades och den totala projektkostnaden beräknas till 175 miljoner SEK. Generalentreprenör var F O Peterson & Söner och Sweco architects i Göteborg ritade. I samband med renoveringen under 2010 installerades fjärrkyla.
Den 12 december 2012 återinvigdes saluhallen. I källaren finns förråd, kyl- och frysrum.

## Ett urval handlare (2020-talet)[10]
- Frukt Larsson - frukt och grönt
- Hilda Nilssons ost - ostbutik
- Hugo Ericsons ost - ostbutik sedan 1888
- Jerkstrands - bageri
- Nobelius vilt - viltkött
- Viltsmak - viltkött och delikatessfågel
- Ingelsta Kalkon - kalkonkött
- SO Larsson - kött och chark sedan 1906
- Delikatesshörnan - fisk och skaldjur

## Bildgalleri

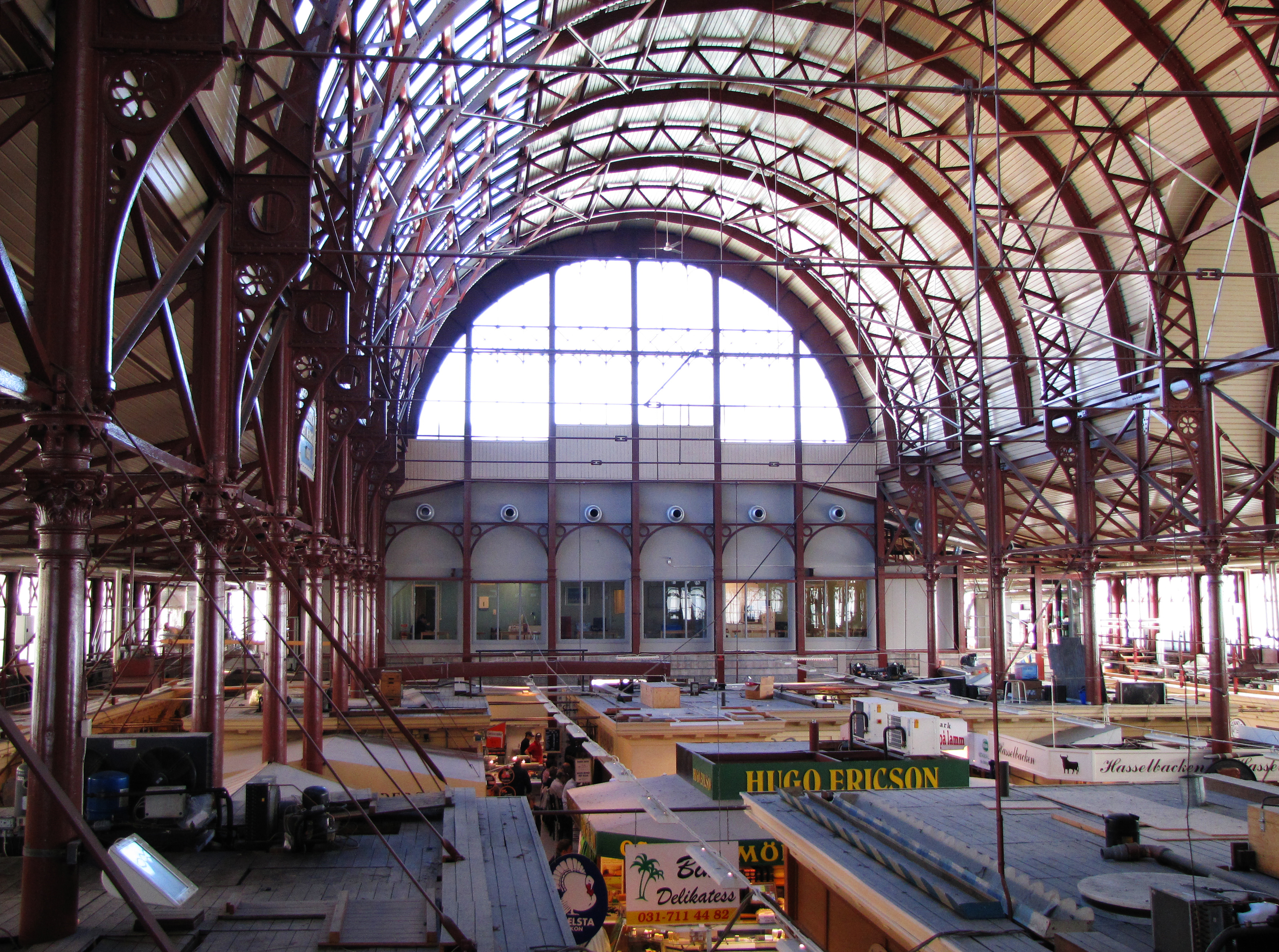
Takvalvet ovanför stånden
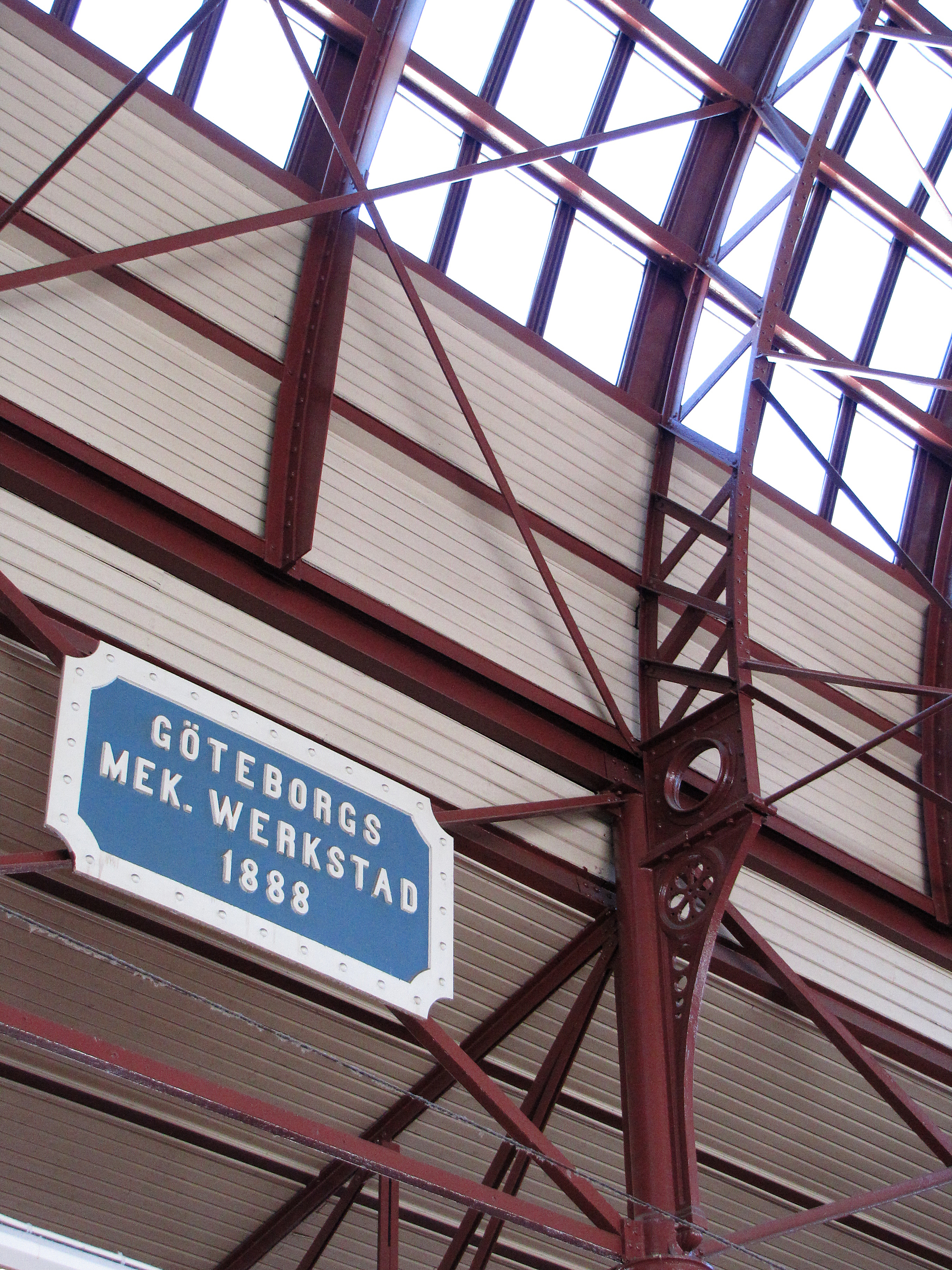
Tillverkarens skylt
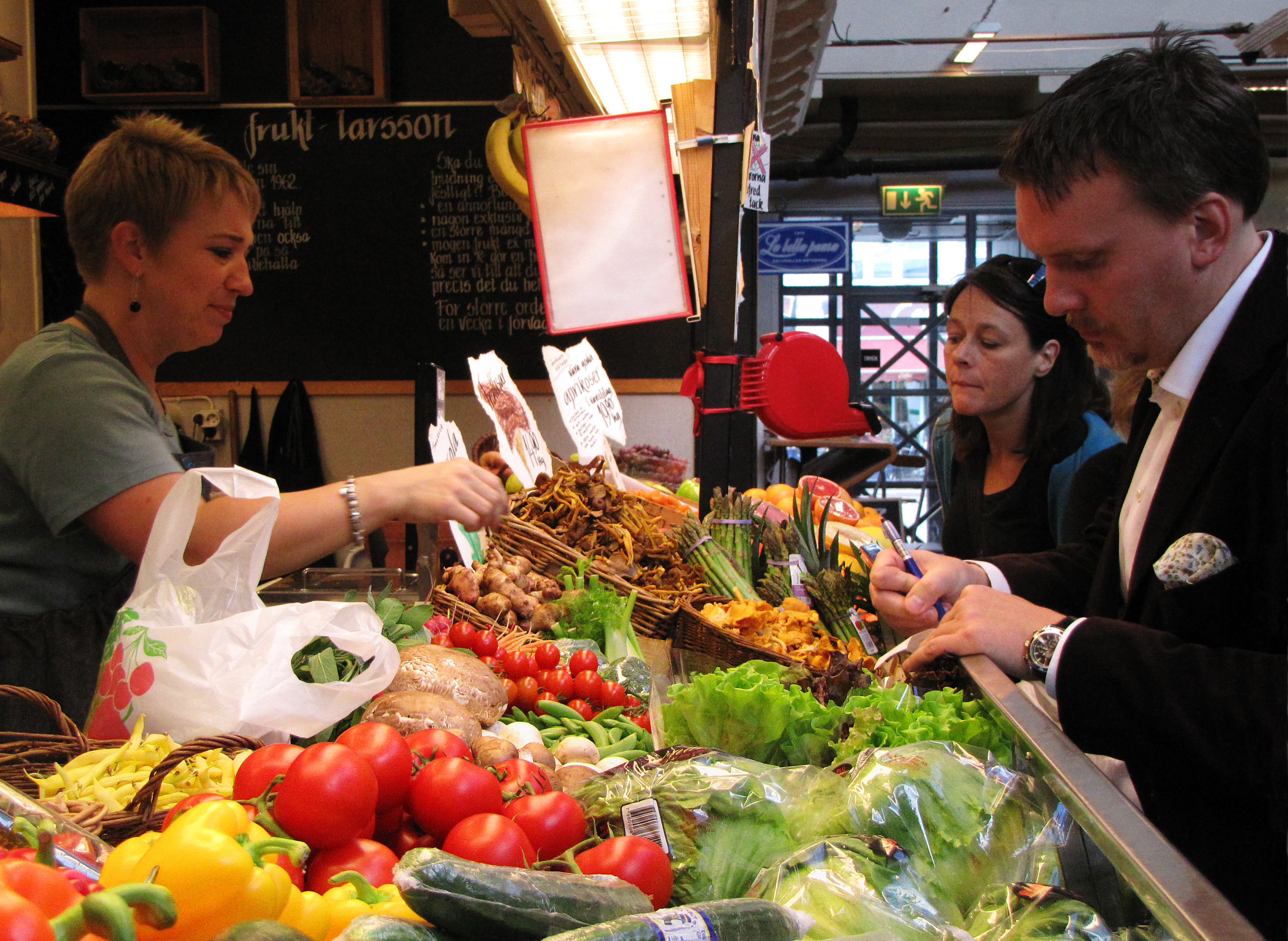
Frukt- och grönsaksstånd
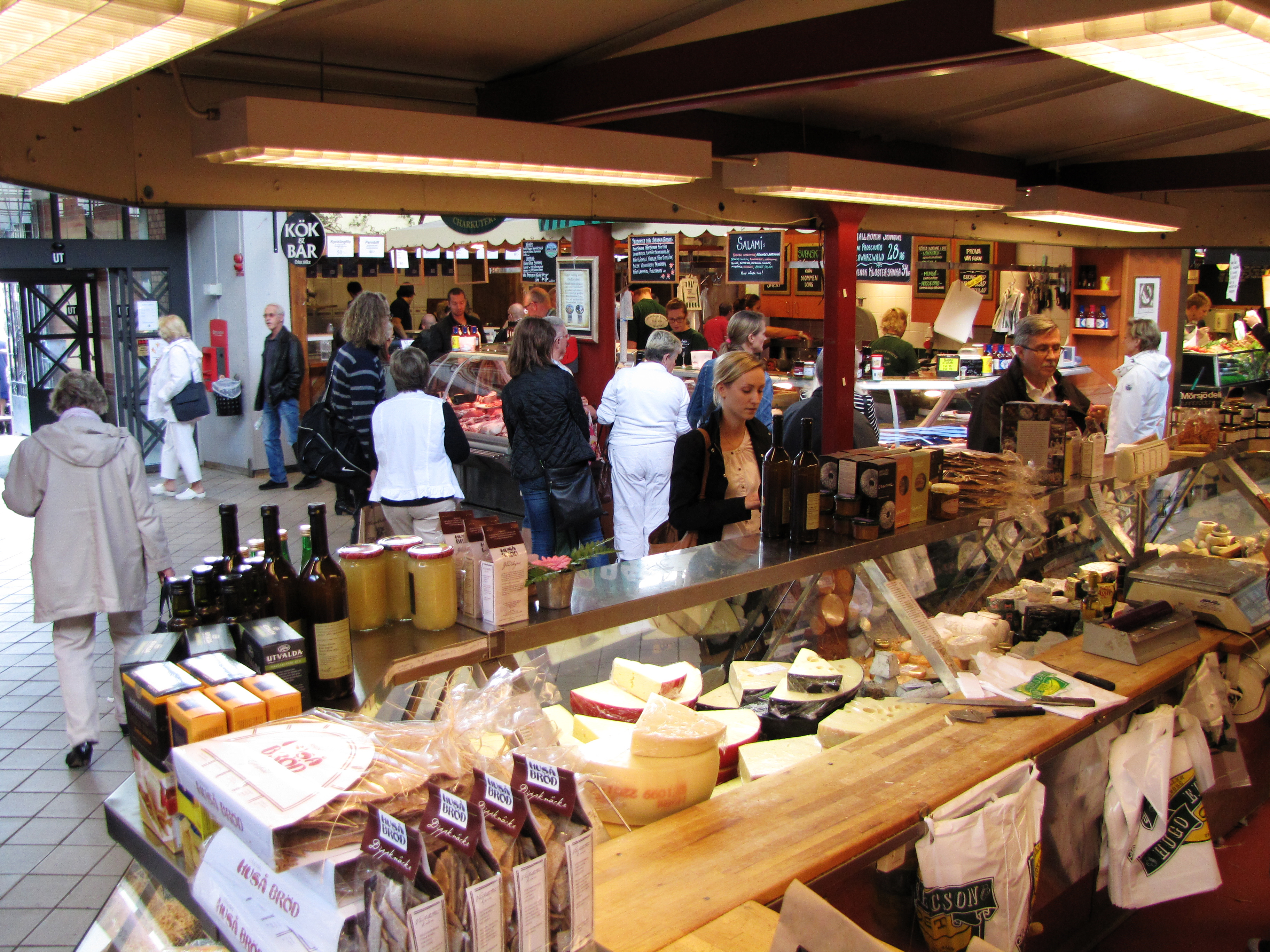
Oststånd